# Parahyaena brunnea
La iena bruna (Parahyaena brunnea), nota in inglese anche come strandwolf, è una specie di iena che abita le aree aride di Namibia, Botswana, Zimbabwe occidentale e meridionale, Mozambico meridionale e Sudafrica.
È l'unica specie esistente nel genere Parahyaena, ed è attualmente la specie più rara di iena. La più grande popolazione di iene brune rimasta si trova nel deserto del Kalahari meridionale e nelle aree costiere dell'Africa sudoccidentale. La popolazione mondiale di iena bruna è stimata dalla IUCN in un numero compreso tra 4.000 e 10.000 e il suo stato di conservazione è contrassegnato come prossimo alla minaccia nella Lista Rossa IUCN.

## Descrizione

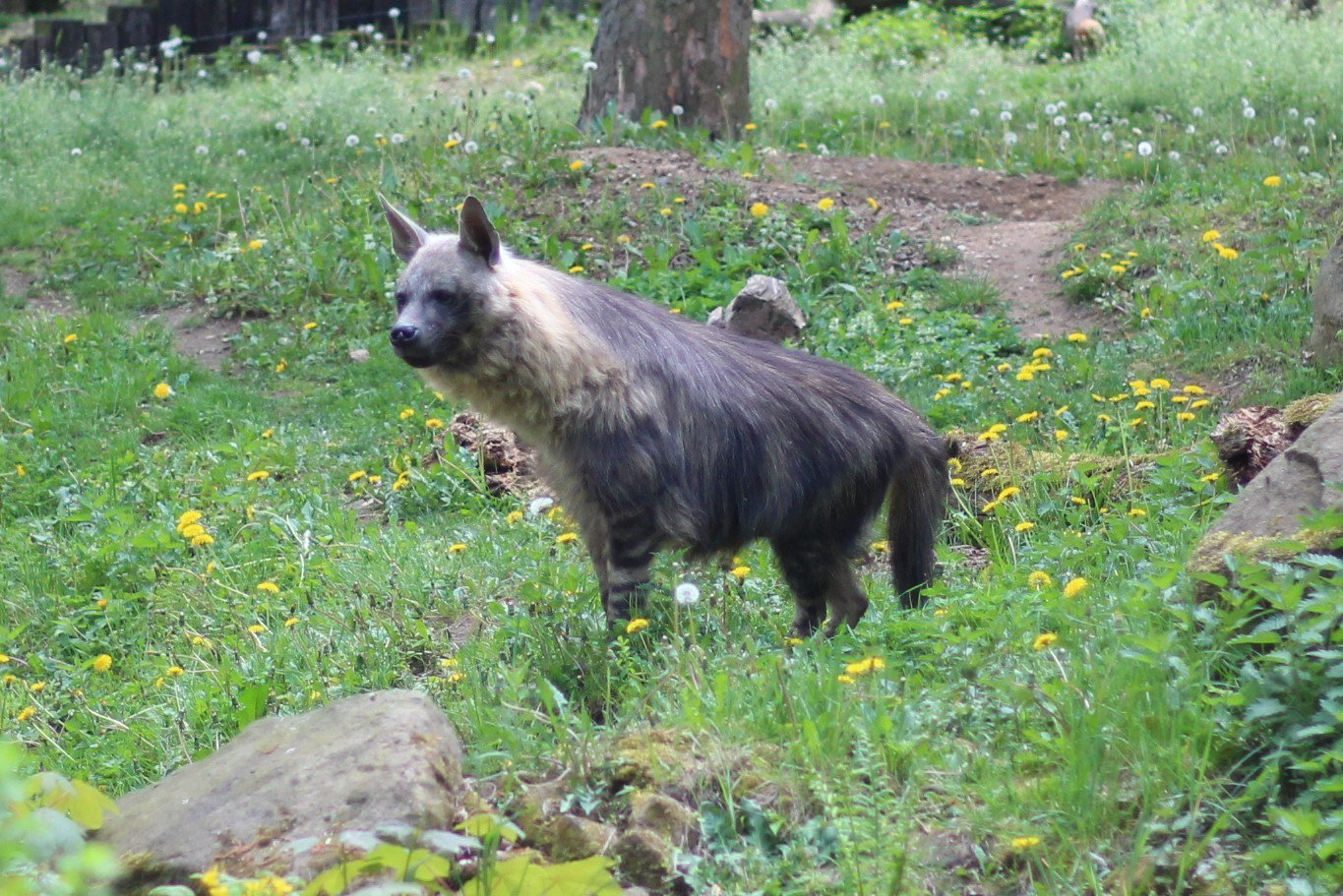
Allo zoo di Praga, Repubblica Ceca

Le iene brune si distinguono dalle altre specie di iene per il loro lungo mantello ispido marrone scuro, le orecchie a punta e la coda corta. Le loro lunghe zampe sono a strisce marrone scuro e bianche, e gli adulti hanno una distinta gorgiera di pelliccia color crema intorno al collo. I peli erettili lunghi fino a 305 millimetri coprono il collo, la schiena e le setole durante i comportamenti agonistici. La lunghezza del corpo è in media di 1,44 metri, con variazioni individuali che possono variare da 1,30 a 1,60 metri di lunghezza. L'altezza al garrese è di 70–80 centimetri, e la coda è lunga 25–35 centimetri. A differenza della ben più grande iena maculata, non ci sono differenze sostanziali tra i sessi, sebbene i maschi possano essere leggermente più grandi delle femmine. I maschi adulti hanno un peso medio di 40,2–43,7 kg, mentre le femmine in media pesano 37,7–40,2 kg.
Le iene brune hanno mascelle molto potenti, e i gli esemplari giovani possono spezzare le ossa delle gambe di uno springbok entro cinque minuti dalla nascita, sebbene questa capacità si deteriori con l'età e l'usura dei denti. Il cranio della iena bruna è più grande di quelli della iena striata e la loro dentatura è ben più robusta, indicando un adattamento alimentare meno generalizzato.

## Distribuzione e habitat
La iena bruna abita le aree desertiche, semi-desertiche e le savane boschive aperte di Namibia, Botswana, Zimbabwe occidentale e meridionale, Mozambico meridionale e Sudafrica. Possono sopravvivere anche nei pressi delle aree urbane nutrendosi di rifiuti. Le iene brune prediligono zone rocciose e montuose, in quanto forniscono ombra e riparo, e la loro capacità di resistere per giorni senza bere non le rende dipendenti da fonti d'acqua perenni. L'home range di una iena bruna hanno dimensioni comprese tra i 233 e i 466 km².
Anche se oggi la iena bruna si trova solo in alcune parti dell'Africa, in passato viveva anche nella penisola iberica e forse in altre parti d'Europa: fossili di questa specie, risalenti al Pliocene superiore, sono stati rinvenuti nella zona di Granada.

## Biologia

### Comportamento
Le iene brune hanno una gerarchia sociale paragonabile a quella dei lupi, con gruppi formati da una coppia e la loro prole. Vivono in clan composti da famiglie allargate composte da quattro a sei individui. I clan difendono il loro territorio e tutti i membri cooperano nell'allevamento dei cuccioli. Il territorio delle iene brune viene contrassegnato attraverso il 'pasting', durante il quale la iena emette delle secrezioni dalla sua grande ghiandola anale, che si trova sotto la base della coda, producendo una pasta bianca e nera, sulla vegetazione e sui massi. Le iene brune mantengono una gerarchia stabile all'interno del clan attraverso manifestazioni aggressive ritualizzate e finti combattimenti. Un maschio di iena bruna può salire di grado uccidendo un maschio di grado più alto in uno scontro, mentre la femmina alfa è solitamente solo la femmina più anziana del clan. La dispersione è comune nei clan, in particolare tra i giovani maschi, che si uniranno ad altri gruppi una volta raggiunta l'età adulta.

### Riproduzione

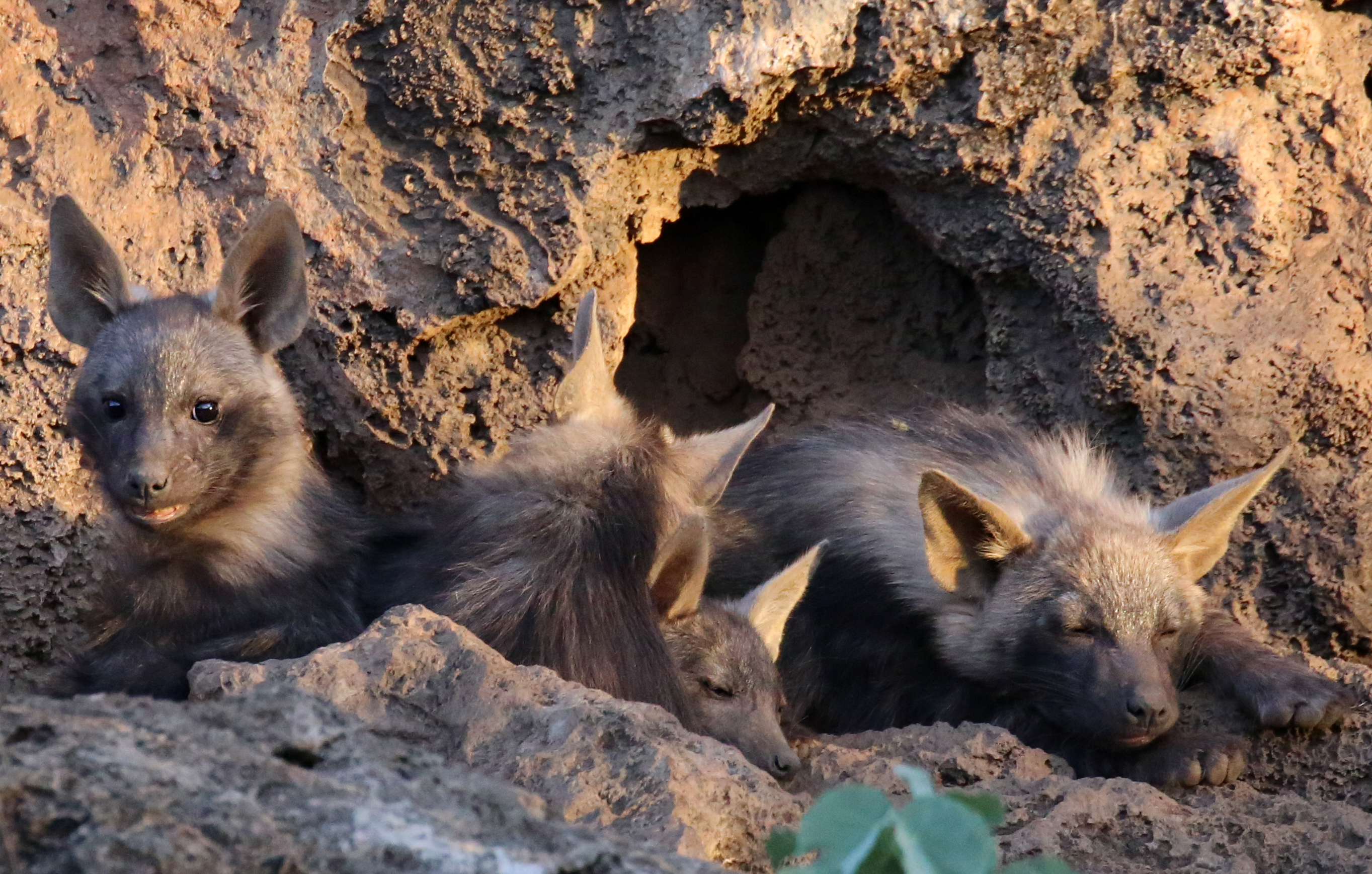
Quattro cuccioli di iena bruna

La iena bruna non ha una stagione degli amori. Le femmine sono poliestre e in genere producono la loro prima cucciolata a due anni. Si accoppiano principalmente da maggio ad agosto. I maschi e le femmine nello stesso clan di solito non si accoppiano tra loro, piuttosto le femmine si accoppieranno con i maschi nomadi. I maschi del clan non mostrano resistenza a questo comportamento e assisteranno le femmine nell'allevamento dei loro cuccioli. Le femmine partoriscono in tane, nascoste in remote dune di sabbia lontane dai territori di caccia di iene maculate e leoni. Il periodo di gestazione è di circa 3 mesi. Le madri generalmente producono una cucciolata ogni 20 mesi. Solitamente solo le femmine dominanti si riproducono, ma se nello stesso clan nascono due cucciolate, le madri si prenderanno cura e allatteranno a vicenda i cuccioli, pur favorendo i propri. Le cucciolate di solito sono composte da 1 a 5 cuccioli, che alla nascita pesano 1 kg. A differenza delle iene maculate, le iene brune nascono con gli occhi chiusi e aprendoli solo dopo otto giorni. I cuccioli vengono svezzati a 12 mesi e lasciano la tana dopo 18 mesi. Inoltre, al contrario delle iene maculate, tutti i membri adulti del clan riporteranno il cibo ai cuccioli facendoli mangiare per primi. I cuccioli non sono completamente svezzati e non lasciano le vicinanze della loro tana fino al raggiungimento dei 14 mesi di età. Le iene brune raggiungono le loro dimensioni adulte all'età di circa 30 mesi e hanno una durata di vita di circa 12-15 anni.

### Alimentazione

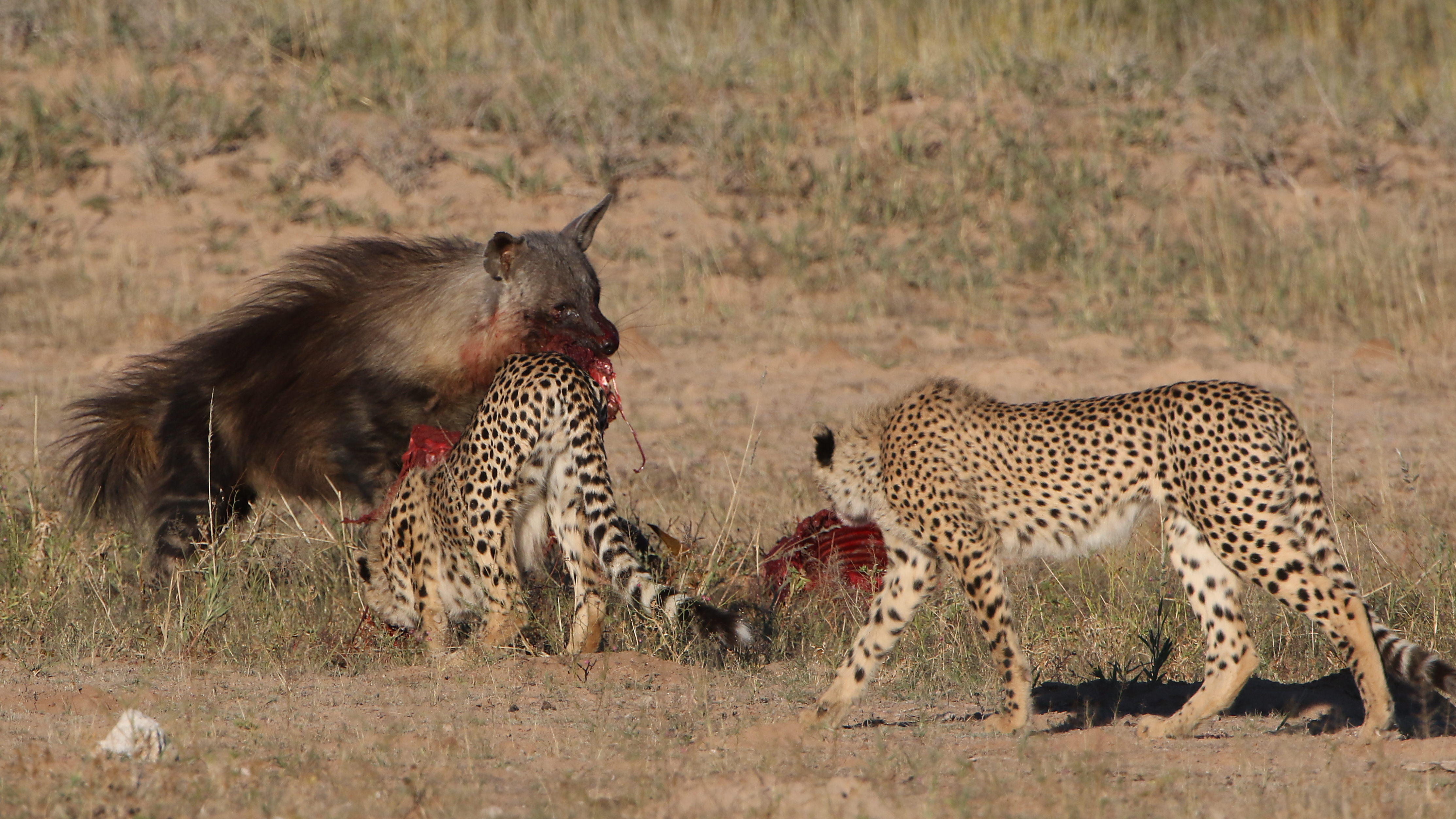
Una iena bruna mentre ruba la carcassa di uno springbok a due ghepardi

Le iene brune sono principalmente spazzini la cui dieta consiste principalmente in carcasse uccise da predatori più grandi, ma possono integrare la loro dieta con roditori, insetti, uova, frutta e funghi (come il tartufo del deserto Kalahrituber pfeilii ). Essendo solo cacciatori occasionali, le prede vive costituiscono solo una piccola parte della loro dieta: nel Kalahari meridionale, specie come le lepri saltatrici, i giovani springbok, otocioni e otarde costituiscono solo il 4,2% della loro dieta complessiva, mentre sulle coste del Namib, i cuccioli di otaria orsina del Capo costituiscono il 2,9% della loro dieta. Hanno un olfatto eccezionale e possono localizzare le carcasse a chilometri di distanza. Sono cleptoparassiti aggressivi, che spesso si appropriano delle prede uccise da altri predatori di dimensioni simili, come sciacalli dalla gualdrappa, ghepardi e leopardi. Una singola iena bruna può caricare a fauci spalancate un leopardo adulto e costringerlo alla ritirata sugli alberi; alcuni esemplari sono stati osservati caricare ed allontanare i leopardi anche quando non c'era di mezzo una preda. Nel deserto del Kalahari, la iena bruna rappresenta il carnivoro dominante della regione, grazie alla sua aggressività e all'assenza di grandi predatori, come leoni, iene maculate e licaoni. Nelle aree in cui i loro territori si sovrappongono, le iene brune possono, in rare occasioni, essere attaccate e uccise da iene maculate e leoni. I cuccioli sono, inoltre, suscettibili alla predazione da parte di licaoni e sciacalli dalla gualdrappa.
Come la iena striata, la iena bruna è timida e di abitudini strettamente notturne che la rendono difficile da osservare in natura. Nel Kalahari, questi animali sono attivi prevalentemente nelle ore notturne, cercando cibo in aree che coprono in media 31,1 km, con territori documentati di 54,4 km. Possono nascondere il cibo in eccesso in arbusti o buchi nel terreno per poi recuperarlo in seguito.

## Conservazione
Si stima che la popolazione globale di iene brune comprenda dai 4.000 ai 10.000 individui. La specie è elencata come Prossima alla minaccia nella Lista Rossa IUCN. La principale minaccia per la iena bruna è la persecuzione da parte dell'uomo, basata sull'errata convinzione che sia pericolosa per il bestiame. Gli allevatori sorprendono spesso le iene brune intorno alle carcasse del loro bestiame presumendo erroneamente che siano responsabili per l'uccisione della loro proprietà. Le parti del corpo della iena bruna sono inoltre usate occasionalmente anche per le medicine e i rituali tradizionali. I cambiamenti climatici inoltre hanno effetti dannosi sulle sue prede abituali e sulla disponibilità di carcasse. Fortunatamente, la iena bruna non è una preda molto richiesta per la caccia ai trofei.
Esistono diversi parchi nazionali che ospitano la iena bruna, tra cui il Parco nazionale d'Etosha in Namibia, la Riserva faunistica del Kalahari centrale in Botswana e il Parco transfrontaliero Kgalagadi. Il mantenimento di queste aree protette contribuisce alla conservazione di questi animali. Vengono utilizzate campagne educative per promuovere la consapevolezza sulle iene e sfatare i miti prevalenti, mentre gli individui problematici vengono rimossi dai terreni agricoli e dalle aree urbanizzate.

## Nella cultura di massa
Zig è una iena bruna, antagonista principale della serie Zig & Sharko.